# هجوم شمال تشاد
في 11 أبريل 2021، شنت الجماعة المتمردة التشادية جبهة التغيير والوفاق في تشاد (FACT) هجومًا على شمال تشاد في أعقاب الانتخابات الرئاسية التشادية لعام 2021. قُتل الرئيس إدريس ديبي خلال الهجوم.

## الأحداث
بعد هجوم 11 أبريل / نيسان على الحدود، دخلت قوات جبهة التحرير الإسلامية البلاد في قوافل واشتبكت مع الجيش في عدة مدن وبلدات وتوجهت نحو انجمينا، عاصمة تشاد. نتيجة لعدم الاستقرار المتزايد، سحبت الولايات المتحدة والمملكة المتحدة الموظفين الدبلوماسيين من البلاد.
حتى 19 أبريل / نيسان 2021، استمرت الاشتباكات بين قوات جبهة العمل الإسلامي وعناصر من القوات المسلحة التشادية. أعلنت قوات جبهة التغيير والوفاق في تشاد استقلالها في المنطقة الشمالية من منطقة مقاطعة تيبستي. وبحسب ما ورد قُتل ما لا يقل عن 300 من مقاتلي جبهة التغيير والوفاق في الاشتباكات بينما قُتل ما لا يقل عن خمسة جنود تشاديين أثناء المواجهة، مما زاد التوتر السياسي في البلاد. وقال الجيش في 19 أبريل / نيسان إنه «دمر بالكامل» قوافل جبهة التغيير والوفاق المتوجهة إلى العاصمة. وقال متحدث باسم الجيش إن القوافل «دمرت» في محافظة كانم الشمالية. بعد الاشتباكات، قال اللواء. كما زعم عازم برماندوا أغونا من القوات المسلحة التشادية أن الجيش أسر 150 مقاتلاً من مقاتلي جبهة التغيير والوفاق وأبلغ أيضًا عن إصابة 36 جنديًا تشاديًا.
في 20 أبريل 2021، أفادت الأنباء أن إدريس ديبي توفي متأثراً بجروحه في 20 أبريل 2021 أثناء وجوده على خط المواجهة، وفقًا لمتحدث باسم الجيش.